# Voile du palais
Pour les articles homonymes, voir Velum et Voile.
Le voile du palais, aussi nommé velum ou palais mou, est le prolongement postérieur du palais dur, où est attachée la luette. Il est constitué d'une membrane et de muscles dont le but est de permettre l'isolement des fosses nasales de la cavité buccale lors de la déglutition et de l'articulation de certains phones, par accolement contre le rhinopharynx.